# Temprana Blanca
Temprana Blanca es el nombre de una variedad cultivar de manzano (Malus domestica). Esta manzana es originaria de Galicia, está cultivada en la colección de árboles frutales y banco de germoplasma de Mabegondo con el Nº 125; ejemplares procedentes de esquejes localizados en Santa Eulalia de Senra, parroquia del municipio de Oroso (La Coruña).

## Sinónimos
- "Manzana Temprana Blanca",[4][5]
- "Maceira Temprana Blanca".

## Características
El manzano de la variedad 'Temprana Blanca' tiene un vigor vigoroso. Tamaño grande y porte erguido.
Época de inicio de brotación a partir del 15 de abril y de floración a partir del 3 de mayo.
Las hojas tienen una longitud del limbo de tamaño medio, con la máxima anchura del limbo es media. Longitud de las estípulas es corta y la máxima anchura de las estípulas es desconocido. Denticulación del borde del limbo es serrado, con la forma del ápice del limbo acuminado y la forma de la base del limbo es agudo. Con subestípulas presentes.
Sus flores tienen una longitud de los pétalos es media, con una anchura de los pétalos media, disposición de los pétalos superpuestos entre sí, con una longitud del pedúnculo media.
La variedad de manzana 'Temprana Blanca' tiene un fruto de tamaño pequeño, de forma elíptico-cónica, de color bicolor, con chapa a rayas, e intensidad media. Epidermis de textura suave, sin pruina en su superficie y con presencia de cera media. Sensibilidad al "russeting" (pardeamiento áspero superficial que presentan algunas variedades) muy poco sensible. Con lenticelas de tamaño pequeño.
Los sépalos están dispuestos de forma parcialmente replegados, en contacto en su base; su fosa calicina es poco profunda y de una anchura media. Pedúnculo de grosor medio y de longitud medio, siendo la cavidad peduncular de una profundidad poco profunda y de anchura estrecha. Con pulpa de color crema, cuya firmeza es intermedia y su textura intermedia; su jugosidad es seca, con sabor de acidez débil, y aromática.
Época de maduración y recolección desde el 4 de agosto. 'Temprana Blanca' es una manzana que su destino es la conservación de esta variedad en el banco de germoplasma de Mabegondo como reserva genética.

## Susceptibilidades
- Oidio: no presenta
- Moteado: ataque débil
- Raíces aéreas: no presenta
- Momificado: no presenta
- Pulgón lanígero: no presenta
- Pulgón verde:ataque débil
- Araña roja: no presenta
- Chancro del manzano: no presenta.[3]